# Schloss Palsterkamp
Das Schloss Palsterkamp ist eine ehemalige spätmittelalterliche Wasserburg am Nordostrand von Bad Rothenfelde im Landkreis Osnabrück in Niedersachsen.

## Geschichte
Die ersten bekannten Besitzer der Burg waren die Herren von Steine zu Steinhausen. Zu Beginn des 15. Jahrhunderts ging sie an Johann von Buck. Diesem war die Burg Sassenberg vom Hochstift Münster verpfändet. Als das Pfand eingelöst wurde, erbaute er die Burg Palsterkamp. Ob an deren Stelle schon vorher ein Festes Haus stand, ist unsicher.
Da die Burg ohne Erlaubnis des Landesherren errichtet worden war, ließ der Drost des Bistums Osnabrück sie 1424 wieder abreißen. Die Burg wurde aber kurz darauf als rechteckige Wasserburg mit zwei Türmen wiederhergestellt. Nach Aussterben der männlichen Linie der Buck auf Palsterkamp 1445 kam es zu gewalttätigen Erbstreitigkeiten, bei denen die Burg zweimal eingenommen wurde. Beendet wurden sie erst, als die Burg 1456 durch Heirat an Johann von Nesselrode kam. Die folgenden Besitzer waren von Rennenberg, Loe zu Wissen, von Oye, von Oer und von Bylandt-Reydt. 1780 wurde die Burg an König Georg III. von England und Hannover verkauft. Sie blieb in der Folgezeit Krongut und Eigentum des jeweiligen Landesherren, bis sie schließlich über das Land Niedersachsen 2010 in private Hände kam.
Die Burganlage ist in den 1880er Jahren abgerissen worden. Das heutige Herrenhaus entstand zwischen 1786 und 1790 und wurde 1977 renoviert.

## Beschreibung
Die spätmittelalterliche Burg bestand aus einem zweistöckigen, dreiflügeligen Herrenhaus, das mit zwei Türmen versehen war. In einem Turm war seit 1621 eine Kapelle untergebracht, der andere enthielt seit 1625 die Rüstkammer. Bei einem Turm kann es sich aufgrund seines quadratischen Grundrisses und enormen Mauerstärke um den ursprünglichen Bergfried gehandelt haben.
Das heutige klassizistische Wohnhaus weist zwei Geschosse und einen Mittelrisalit mit flachem Giebel und vorgelagerter Freitreppe auf. Umgeben ist die Anlage heute noch von einer ringförmigen Gräfte und einem Außenwall.